# Kali Linux
Kali Linux là một bản phân phối Linux có nguồn gốc Debian được thiết kế cho pháp y kỹ thuật số và tấn công thăm dò. Nó được Offensive Security Ltd duy trì và tài trợ. Mati Aharoni, Devon Kearns and Raphaël Hertzog là những người phát triển cốt lõi của Kali Linux.
Kali Linux là một hệ điều hành được sử dụng nhiều trong lĩnh vực bảo mật, bởi cả những hacker tìm cách xâm nhập hệ thống và những chuyên gia về bảo mật muốn bảo vệ các tài nguyên thông tin. Kali Linux cung cấp rất nhiều công cụ cho những tác vụ liên quan đến bảo mật.